# Odisha FC

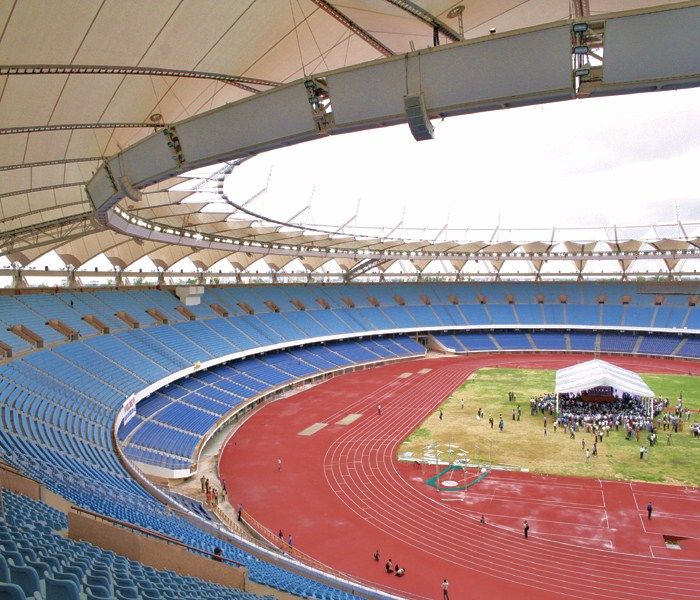
Stadion Jawaharlal Nehru

Delhi Dynamos Football Club je indický fotbalový klub z hlavního města Dillí založený v roce 2014. Je jedním z 8 týmů prvního ročníku indické Superligy (Indian Super League), který běžel od října do prosince 2014. Je vlastněný indickou kabelovou televizní stanicí DEN Networks, partnerem je nizozemský klub Feyenoord.
Logo klubu Delhi Dynamos FC tvoří napřažená noha fotbalisty.

## Čeští hráči v klubu
Zde je seznam českých hráčů, kteří působili nebo působí v Delhi Dynamos FC:
- Marek Čech[3]
- Pavel Eliáš[3]